# مايك بوست
مايك بوست (بالإنجليزية: Mike Post)‏ هو عازف قيثارة وملحن ومنتج أسطوانات وكاتب أغاني أمريكي، ولد في 29 سبتمبر 1944 في كاليفورنيا في الولايات المتحدة.

## وصلات خارجية
- مايك بوست على موقع IMDb (الإنجليزية)
- مايك بوست على موقع ميوزك برينز (الإنجليزية)
- مايك بوست على موقع ديسكوغز (الإنجليزية)
- مايك بوست على موقع قاعدة بيانات الفيلم (الإنجليزية)